# 149
149（一百四十九）是148與150之間的自然數。

## 在數學中
- 第35個質數。前一個為139、下一個為151。
  - 第12对孿生質數，為（149、 151）。
  - 第13个反素数
  - 質數公式2n²+149可對於所有-148≤n≤148的整數n均產生質數。
  - 此數字雖然是自然質數，但不是高斯質數。前一個有此性質的自然質數是137、下一個是157。（OEIS數列A002313）

其第一象限之高斯質數的整数分解為{\displaystyle \left(10+7i\right)\times \left(10-7i\right)}。
- 第92個無平方數因數的數。前一個為146、下一個為151。
- 第67個十进制的等數位數。前一個為147、下一個為151。